# 가자파티 제국
가자파티 제국(오리야어: ଗଜପତି ସାମ୍ରାଜ୍ୟ) 또는 수리야밤사(IAST: Sūryavaṃśa, "태양 왕조") 왕조는 인도 아대륙의 트리칼링가 지역(오늘날의 오디샤와 북부 해안 안드라)에서 시작된 중세 인도 왕조로, 1434년부터 1541년까지 존속했다. 가자파티 제국은 동강가의 통치를 계승했다. 카필렌드라 데바 치세에 가자파티 제국은 북쪽으로는 갠지스강 하류에서 남쪽으로는 카베리강까지 확장되었다.
가자파티 왕조는 1434년 카필렌드라 데바(Kapilendra Deva, 1434–66 CE) 황제에 의해 세워졌다. 카필렌드라 데바의 치세 동안 제국의 국경은 매우 확장되었다. 가자파티 제국은 안드라프라데시 대부분과 서벵골의 서부 지역을 차지했으며, 마디아프라데시와 자르칸드의 동부 및 중부 지역도 포함했다. 푸루숏타마 데바와 프라타파루드라 데바는 이 왕조의 중요한 통치자이다. 마지막 통치자 카쿠하루아 데바는 1541년에 보이 왕조(Bhoi dynasty)를 세운 고빈다 비드야다라(Govinda Vidyadhara)에게 살해당했다.
가자파티 통치자들은 비슈누교를 후원했으며 비슈누의 열렬한 신봉자였다. 그들은 또한 비슈누에게 바쳐진 많은 사원을 지었다.

## 어원
오리야어에서 "가자(Gaja)"는 코끼리를 의미하고 "파티(Pati)"는 주인 또는 남편을 의미한다. 이와 같이 가자파티는 어원적으로 코끼리 군대를 거느린 왕을 의미한다.

## 역사

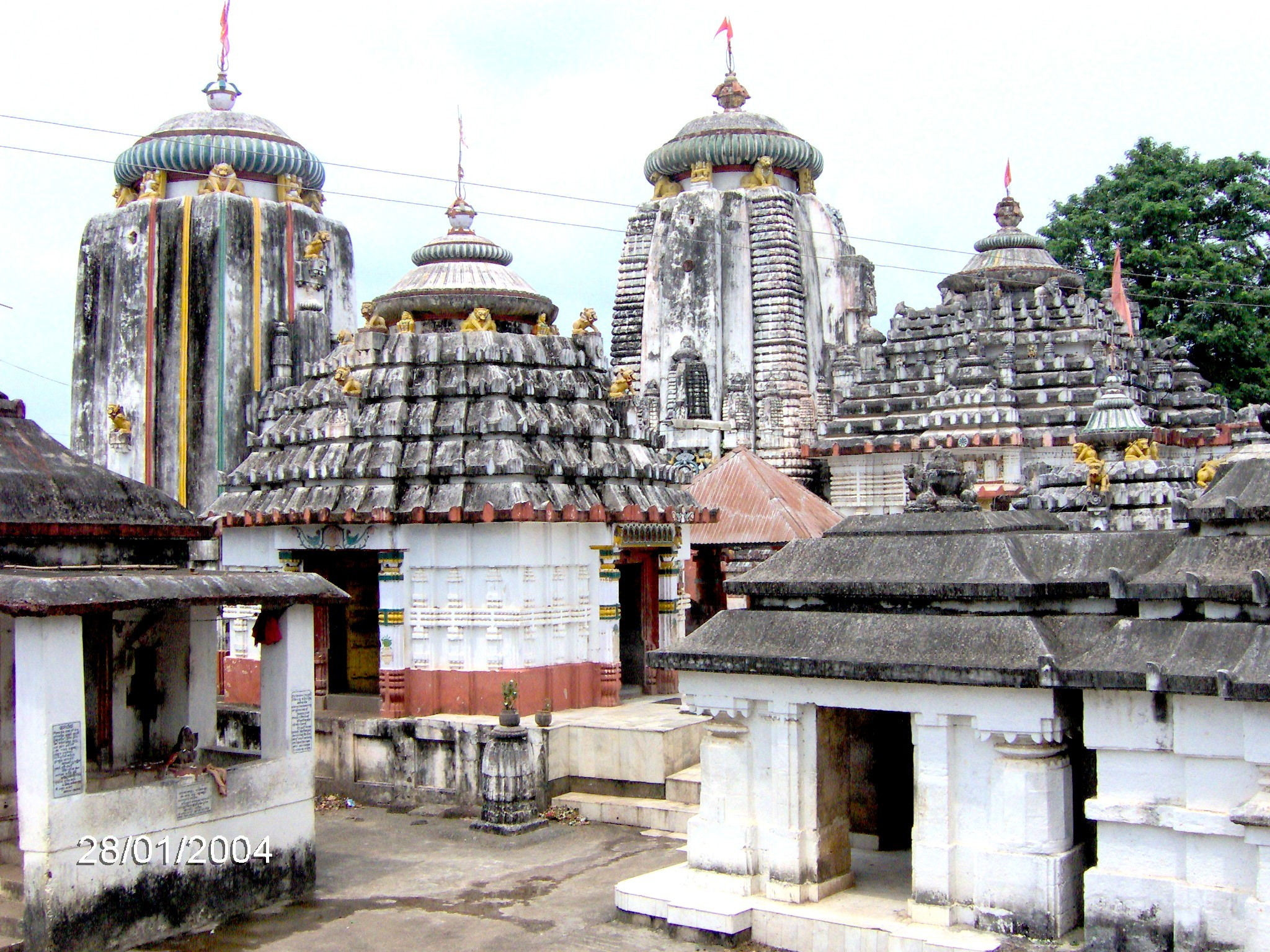
카필렌드라 데바(r. 1434–66)의 치세 동안 지어진 오래된 부바네스와르의 카필레스와르 사원.

칼링가(오늘날 오디샤주)로 알려진 지역은 오리야인 왕국 동강가에 의해 통치되었다. 초기 동강가는 칼링가나가라(안드라프라데시주 스리카쿨람 인근의 무칼링감)에서 통치했다. 그들은 13세기에 그들의 수도를 쿠탁으로 옮겼다. 종교 지도자 라마누자는 푸리에 있는 사원을 개조한 라자 초다 강가 데바에게 큰 영향을 미쳤다. 나라심하 데바는 코나라크에 태양 사원을, 비샤카파트남에 바라하 락슈미 나라심하 사원, 심하찰람을 세웠다. 강가는 가자파티 통치자에 의해 계승되었다. 오리야 통치자(오디아 라자)인 가자파티 랑굴라 나라심하 데바까지 추적되는 초기 팔라바 왕조의 두 동판이 콜레루 호수에서 발견되었다. 전설에 따르면 가자파티 요새는 오리야인 군대를 보호하는 호수의 동쪽 섬 중 하나에 있는 콜레티 코타에 있었다. 해안에 위치한 치구루 코타에 진을 친 적 장군은 오늘날 우푸데루에서 수로를 파서 호수의 물이 바다로 비워지고 가자파티 요새에 대한 공격을 허용하도록 시도했다.
15세기에 권력이 절정에 이르렀을 때 가자파티 카필렌드라 데바 치하의 가자파티 제국은 후글리 인근 북쪽의 갠지스강에서 남쪽의 카베리강까지 확장된 영토를 통치했다. 그러나 16세기 초에 가자파티 제국은 비자야나가라 제국과 골콘다에게 남부 지배권의 상당 부분을 잃었다. 이 시기는 차이타냐 마하프라부의 영향과 제국 전역에 걸쳐 자가나타 사원이 확장된 시기였다. 인구의 군국주의 감소 원인 중 하나는 프라타파루드라 황제 당시 제국에 도착하여 푸리에서 18년 동안 머물렀던 스리 차이타냐 마하프라부가 시작한 바크티 운동으로 확인되었다. 제국은 차이타냐의 작품에 큰 영향을 받아 오리야 황제의 군사 전통을 포기했다. 그는 제국의 미래를 불확실하게 남겨두고 금욕주의자의 삶으로 은퇴했다. 고빈다 비디야다라는 황제의 아들들을 살해할 기회를 잡아 스스로 왕위를 찬탈하고 한때 강력했던 제국을 파괴했다.

## 군사
수리야밤시 가자파티의 기록은 동강가 통치자로부터 물려받은 군사 행정에 대한 그림을 제공한다. 강가는 카필렌드라 데바에 의해 개선된 방대하고 잘 조직된 군대를 가졌다. 제국은 국가의 보호와 확장이 국가와 국민의 책임인 군사 국가의 선상에 세워졌다. 군국주의는 사회의 여러 계급에 침투했고 왕은 상비군에 많은 군인과 지역 투사를 포함하는 대규모 상비군을 가졌다. 오디샤의 봉건 지류 국가 외에도 전쟁 당시 규정된 수의 군인을 제공했고 전장에서 가자파티를 위해 싸워야 했다.

### 군사 칭호
군사 칭호 중 일부는 다음과 같다.
- 세나파티, 참파티, 로우트라이, 팔리카라이(기병대 사령관), 사하니(코끼리 군대 사령관), 단다파타, 단다세나, 파스치마카바타, 웃타라카바타(행진의 수호자), 사만트라이, 비디야다라, 바라마라바라, 하리찬다나, 자가데바, 마르다라자, 사만타심하라, 라야, 싱하, 만싱하, 발리아르싱하, 파하다싱하, 나야카, 파타나야카, 단다나야카, 가다나야카, 파트라, 모하파트라, 베헤라, 달라베헤라, 예나, 바다제나, 프라다나, 사말라, 루타, 쿤티아, 파리차, 파리자, 파디하리, 단다파니

### 가자파티군 편제

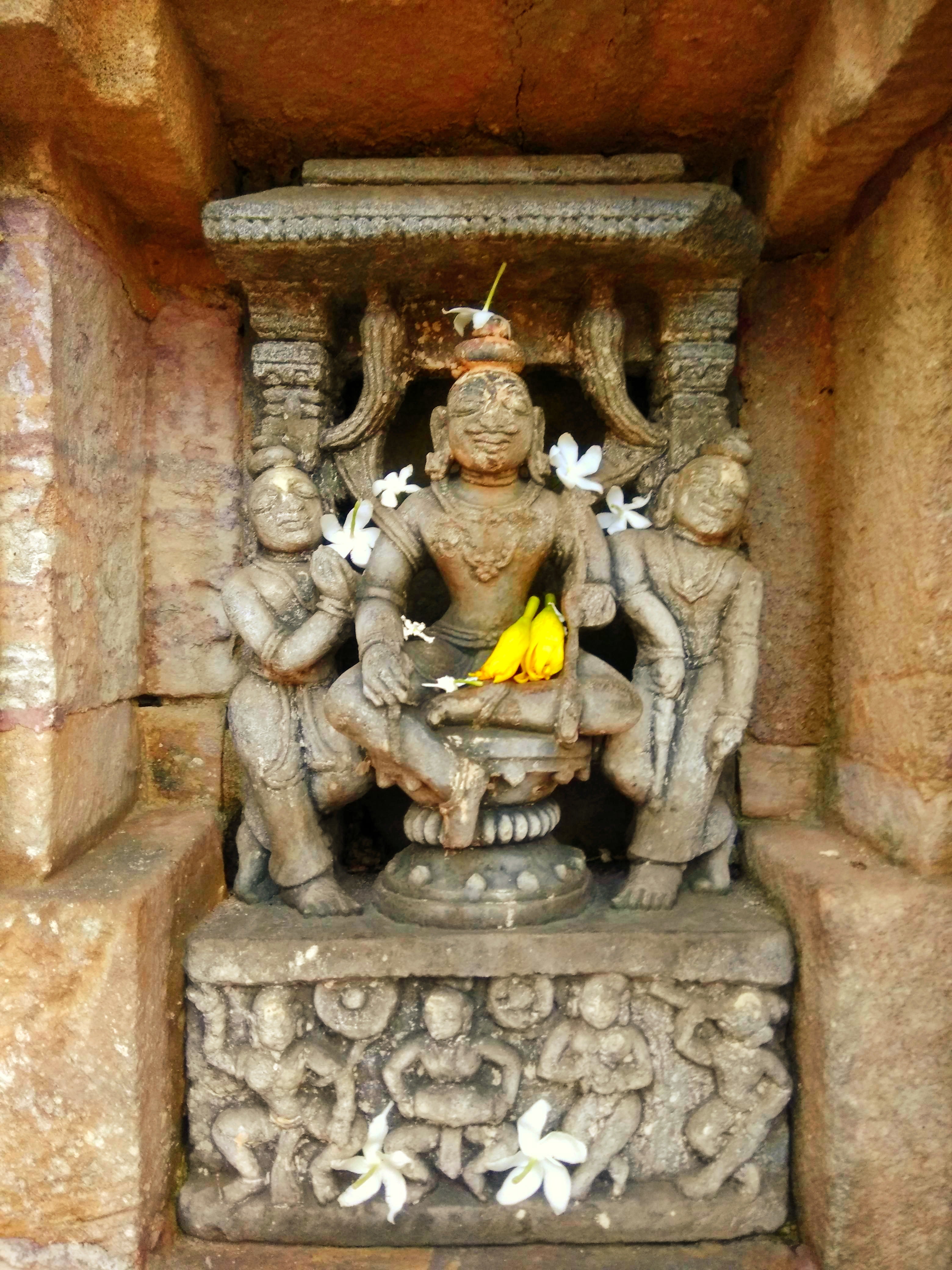
카필렌드라 데바의 조각.

카필렌드라 데바 시대에 살았던 오리야 시인 사랄라 다스는 그의 오리야어 마하바라타에서 군대에 대해 설명했다. 언급된 부서는 다음과 같다.
- 달라 한타카루 : 육군 제1사단. 그것은 행진하는 군대의 최전선에 있었고 전방 정찰, 정글 청소 및 군대의 도로 표시를 담당했다. 그것은 세계 현대 군대의 공병 사단과 동일했다.

- 아구아니 타타 : 전진 부대 또는 전투 진형에서 행군하거나 돌격하는 첫 줄의 부대. 사단은 주군보다 앞서 행진했다.
  - 덴키야 : 공격 그룹
  - 바누아/다누키 : 궁수들
  - 기병대

- 프라다나 발라 : 병사들이 최대로 집중되어 있는 군대의 주요 사단.
  - 덴키야 : 검과 방패를 휘두르는 전사들. 대대의 최전선을 형성한다.
  - 바누아 : 독화살과 합성궁을 사용하는 명사수로 엄청나게 정확한 사격이 가능하다.
  - 파디카라 : 주로 근접 전투 무기를 들고 다니는 전사들. 그들은 가죽 갑옷을 입었다.
  - 기병대
  - 코끼리 군단
  - 일타카라 : 구무라와 함께 전시 음악과 춤으로 군대에 동기를 부여하는 데 주로 사용된다. 그들은 다양한 악기를 가지고 다니며 비전투원을 담당하는 바후발렌드라 계급의 장교에게 보고했다.

- 파치히아니 타타 : 측면을 지키는 4군과 후군.

- 앙가발라 : 군주의 주요 경호원, 기타 로열티, 사령관, 장군 및 장교가 있는 그룹.

- 파리다나 : 포획된 영토와 요새를 담당하는 지휘관과 요새 근무 장교가 있는 분견대. 이 부서에 관련된 장교의 계급은 나야크 또는 가다나야크이다.
  - 덴키야
  - 바누아
  - 파디카라
  - 프라하리 : 근무 중인 경비원과 집에서 헌병으로도 복무한다.

### 가자파티 보병 편제
가자파티군의 보병 편제는 다음과 같다.

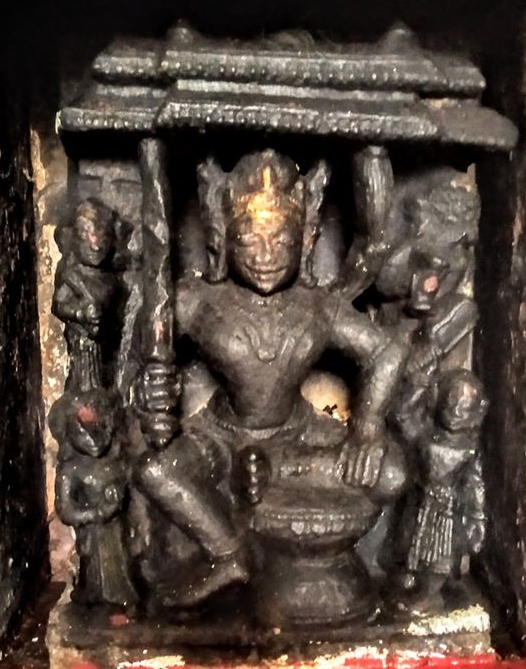
카카디 근처의 발라람푸르 마을에서 그의 통치 기간 동안 지어진 사르페스와라 사원의 가자파티 프라타파루드라데바의 묘사.

- 달라 : 대부분 같은 지역 출신이며 달라베헤라 계급의 장교가 지휘하는 27파이카들의 밴드.

- 부이얀 : 70명의 파이카로 구성된 소대이며 파이카라이 계급의 장교가 지휘한다.

- 바히니 : 여러 부이얀 소대로 구성되고 바히니파티 계급의 장교가 지휘하는 여단.

- 차무 : 여러 바히니들로 구성되고 차무파티 또는 참파티 계급의 장교가 지휘하는 군대의 전체 연대.

### 군사 도구 및 무기
행진과 전쟁 중에 군인에게 동기를 부여하는데 사용되는 다양한 악기로 다말루, 다마메, 타마카, 비지죠사, 다운디, 구무라, 베헤리, 투리, 라나싱가 등이 있다. 가자파티군이 사용하는 무기로는 다누, 트로나, 사라, 아시, 파리가, 파티사, 쿤타, 자티, 부루자, 사벨리 등이 있다. 말, 코끼리, 철 도구의 도움으로 요새의 관문과 벽을 부수는 것과 관련된 정보도 같은 텍스트에서 찾을 수 있다.

### 동시대 자료
다른 동시대 자료에서도 가자파티군의 특성에 대한 설명을 제공한다. 부한-미-만시르와 같은 무슬림 문헌에서는 카필렌드라 데바가 20만명에 달하는 코끼리 군대를 가졌다는 설명을 제공한다. 이 전쟁 코끼리의 수는 일반적으로 인도에서 카필렌드라 데바 자신의 시대에 기존 왕국의 군대와 비교할 때 매우 엄청난 수이다. 니잠무딘은 가자파티가 70만의 보병과 함께 고다바리 강둑에 진을 쳤다고 기록한다. 비자야나가라 제국의 수도 비자야나가라에서 3년을 보낸 포르투갈 여행자인 페르낭 누네스는 프라타파루드라 데바의 군대 규모를 비자야나가라 제국과 싸우면서 코끼리 13,000마리, 말 20,000마리로 추산하고 오디아 병사들이 훌륭한 전사였다고 칭찬한다. 라야바차카무는 또한 쿠타크의 수도에서 오리야 병사들이 수행한 위업과 훈련에 대한 흥미로운 설명을 제공한다.

## 후예

### 탈체르
푸루숏타마 데바의 치세 동안 비마나가리의 지배권은 1471년에 오디샤의 수리야반시 가자파티 왕가의 자손인 나라하리 싱에 의해 이 지역에서 설립되었다. 나중에 1578년 파드마나바 비라바라 하리찬단의 치하에서 이 왕국은 가문의 여신 탈레쉬와리의 이름을 따서 탈체르(Talcher)로 개명되었다. 이 왕국은 1947년 독립 후 인도에 편입되어 오디샤주에 합병되었다.

## 역대 군주
군주 목록–
| 그림   | 왕                  | 군림          | 노트                               |
| ------ | ------------------- | ------------- | ---------------------------------- |
| </img> | 카필렌드라 데바     | 1434년–1467년 | 왕조의 창시자이자 첫 번째 통치자   |
| </img> | 푸루쇼타마 데바     | 1467년–1497년 | 왕조의 두 번째 통치자              |
| </img> | 프라타파루드라 데바 | 1497년–1540년 | 왕조의 세 번째 통치자              |
|        | 칼루아 데바         | 1540년–1541년 | 왕조의 네 번째 통치자              |
|        | 카카루아 데바       | 1541년        | 왕조의 다섯 번째이자 마지막 통치자 |

## 갤러리

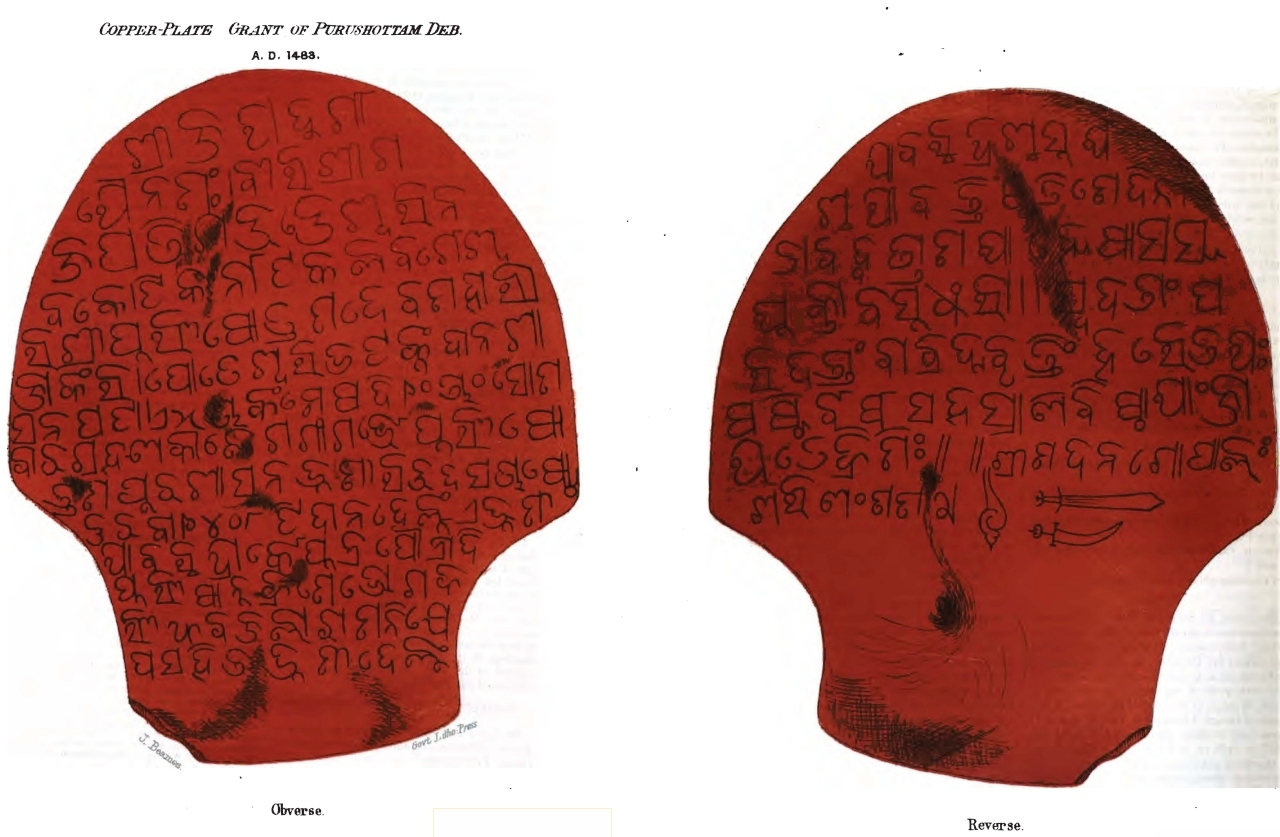
15세기 가자파티 황제 푸루쇼타마 데바의 동판 하사
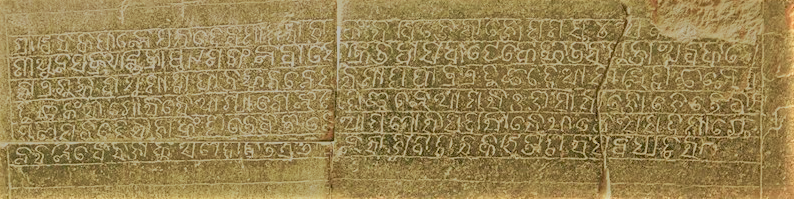
카필렌드라 데바의 링가라즈 사원 비문
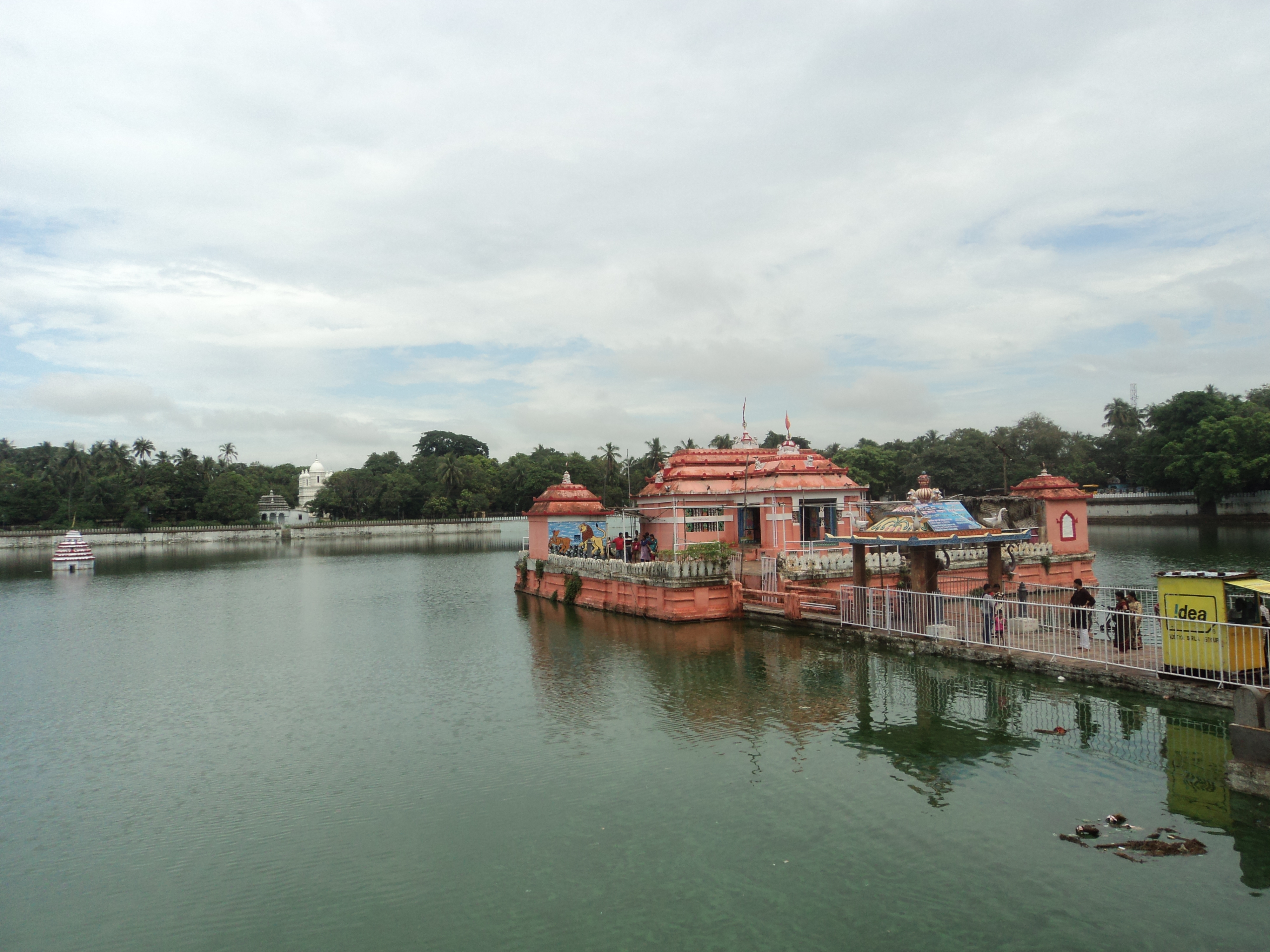
카필렌드라 데바의 치세 동안 지어진 푸리의 나렌드라 탱크
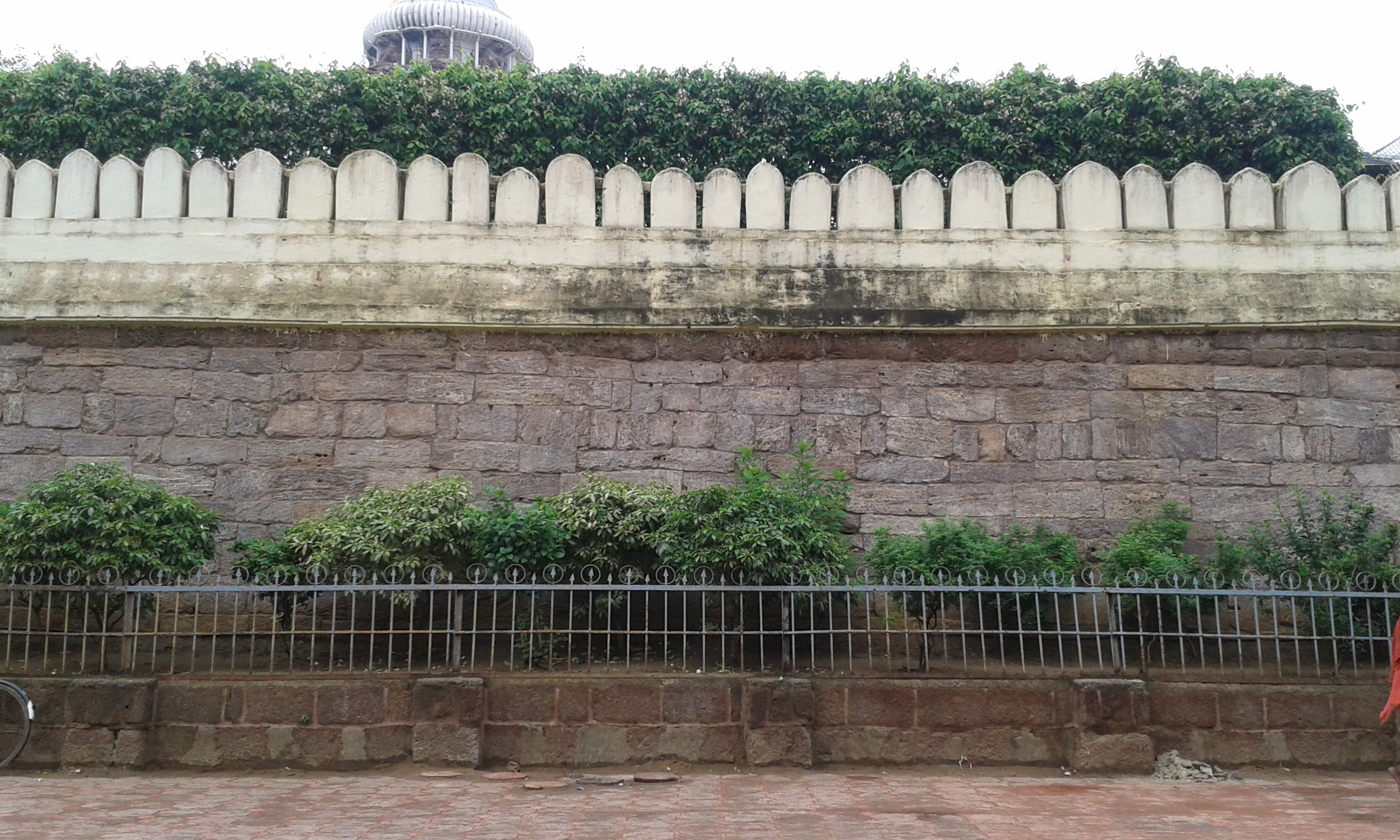
카필렌드라 데바의 치세 동안 건설된 푸리 자간나트 사원의 메가나다 벽 요새

## 같이 보기
- 가자파티
- 고빈다 비드야다라

### 인용주
1. ↑  궁정어, 문어
2. ↑  전례어

### 참조주
1. Schwartzberg, Joseph E. (1978). 《A Historical atlas of South Asia》. Chicago: University of Chicago Press. 148, map XIV.4 (c)쪽. ISBN 0226742210. 2021년 2월 25일에 원본 문서에서 보존된 문서. 2024년 5월 8일에 확인함.
2. ↑  Schwartzberg, Joseph E. (1978). 《A Historical atlas of South Asia》. Chicago: University of Chicago Press. 148, map XIV.4 (c)쪽. ISBN 0226742210. 2021년 2월 25일에 원본 문서에서 보존된 문서. 2024년 5월 8일에 확인함.
3. ↑  Tripathī, Kunjabihari (1962). 《The Evolution of Oriya Language and Script》. Utkal University. 19쪽. 2021년 3월 21일에 확인함.
4. ↑  Mansinha, Mayadhar (1962). 《History of Oriya Literature》. Sahitya Akademi. 50쪽. 2021년 3월 21일에 확인함.
5. ↑  Srichandan, G. K. (February–March 2011). “Classicism of Odia Language” (PDF). 《Orissa Review》. 54쪽. 2017년 12월 11일에 원본 문서 (PDF)에서 보존된 문서. 2019년 6월 28일에 확인함.
6. ↑  Mishra, Patit Paban (2016년 1월 11일). 〈Eastern Ganga and Gajapati empires〉. 《The Encyclopedia of Empire》. The Encyclopedia of Empire. 1–4쪽. doi:10.1002/9781118455074.wbeoe402. ISBN 9781118455074.
7. ↑  , Indian History Congress |제목=이(가) 없거나 비었음 (도움말)
8. ↑  Majumdar, Ramesh Chandra; Pusalker, A. D.; Majumdar, A. K., 편집. (1960). 《The History and Culture of the Indian People Volume=VI: The Delhi Sultanate》. Bombay: Bharatiya Vidya Bhavan. 365쪽. 2021년 3월 11일에 확인함.
9. ↑  , Popular Prakashan |제목=이(가) 없거나 비었음 (도움말)
10. ↑  Sen, Sailendra Nath (2013년 3월 15일). 《A Textbook of Medieval Indian History》 (영어). Midpoint Trade Books Incorporated. 121–122쪽. ISBN 978-93-80607-34-4.
11. ↑  Majumdar, Ramesh Chandra; Pusalker, A. D.; Majumdar, A. K., 편집. (1960). 《The History and Culture of the Indian People》. VI: The Delhi Sultanate. Bombay: Bharatiya Vidya Bhavan. 367쪽. [Describing the Gajapati kings of Orissa] Kapilendra was the most powerful Hindu king of his time, and under him Orissa became an empire stretching from the lower Ganga in the north to the Kaveri in the south.
12. ↑  Mishra, Patit Paban (January 2016). 《Eastern Ganga and Gajapati empires》.
13. ↑  Sengupta, Debapriya; Saha, Goutam (2016년 2월 25일). “Identification of the major language families of India and evaluation of their mutual influence”. 《Current Science》 (Current Science Association) 110 (4): 676. doi:10.18520/cs/v110/i4/667-681. JSTOR 24907928.
14. ↑  R.C.Majumdar, A.D.Pusalker, A.K.Majumdar. 《The History and Culture of the Indian People, The Delhi Sultanate, Volume:-6》. 366쪽.
15. ↑  B. Hemalatha (1991). 《Life in Medieval Northern Andhra: Based on the Inscriptions from the Temples of Mukhalingam, Srikurmam, and Simhachalam》. Navrang Publishing. 81쪽. ISBN 9788170130864. The study of Gajapati temples reveals that they patronized Vaishnavism . Purushottama Gajapati called himself Parama - Vaishnava in an undated inscription found at Draksharama.
16. ↑  Sastri, K.A.N. (1976). 《A History of South India from Prehistoric Times to the Fall of Vijayanagar》. Oxford India paperbacks. Oxford University Press. 255쪽. ISBN 978-0-19-560686-7. 2021년 9월 24일에 확인함.
17. ↑  Das, H.C. (1989). 《Sri Chaitanya in the Religious Life of India》. Punthi Pustak. 145쪽. ISBN 978-81-85094-22-9. 2021년 9월 24일에 확인함.
18. ↑  “MILITARY SYSTEM UNDER THE SURYAVAMSI GAJAPATIS” (PDF). 《www.shodhganga.inflibnet.ac.in》. 2018년 10월 10일에 확인함.
19. 1 2 3 4  “MILITARY SYSTEM UNDER THE SURYAVAMSI GAJAPATIS” (PDF). 《www.shodhganga.inflibnet.ac.in》. 153, 154쪽. 2018년 10월 10일에 확인함.
20. ↑  “MILITARY SYSTEM UNDER THE SURYAVAMSI GAJAPATIS” (PDF). 《www.shodhganga.inflibnet.ac.in》. 155쪽. 2018년 10월 10일에 확인함.
21. ↑  , GAD, Govt of Odisha |제목=이(가) 없거나 비었음 (도움말)
22. ↑  Mishra, DP (1998). 《People's Revolt in Orissa: A Study of Talcher》. Atlantic. 51–54쪽. ISBN 978-81-7074-014-8. 2021년 3월 6일에 확인함.
23. Schwartzberg, Joseph E. (1978). 《A Historical atlas of South Asia》. Chicago: University of Chicago Press. 147, map XIV.3 (d)쪽. ISBN 0226742210. 2021년 6월 5일에 원본 문서에서 보존된 문서. 2022년 12월 24일에 확인함.
24. ↑  Schwartzberg, Joseph E. (1978). 《A Historical atlas of South Asia》. Chicago: University of Chicago Press. 147, map XIV.3 (d)쪽. ISBN 0226742210. 2021년 6월 5일에 원본 문서에서 보존된 문서. 2022년 12월 24일에 확인함.
25. ↑  Sen, Sailendra (2013). 《A Textbook of Medieval Indian History》. Primus Books. 121–122쪽. ISBN 978-9-38060-734-4.

### 서지
- Majumdar, Ramesh Chandra; Pusalker, A. D.; Majumdar, A. K., 편집. (1960). 《The History and Culture of the Indian People》. VI: The Delhi Sultanate. Bombay: Bharatiya Vidya Bhavan. 365–372쪽.
- Subrahmanyam, R, 편집. (1957). 《The Sūryavaṁśi Gajapatis of Orissa》. Waltair: Andhra University. OCLC 613268261.